# توانا محمدی
توانا محمدی (زاده ۲ تیر ۱۳۷۴) روزنامه‌نگار و فعال سیاسی اهل ایران است. وی از مخالفان نظام جمهوری اسلامی ایران است که مدیریت فنی وبگاه و کانال تلگرامی خبری-تحلیلی آمد نیوز را به عهده داشت و همچنین کانال تلگرامی توانا پروکسی را با همکاری روح‌الله زم تأسیس نمود
اعتراضات دی ۱۳۹۶ نقطهٔ عطف زندگی محمدی و کانال آمدنیوز بود که به اتاق جنگی علیه جمهوری اسلامی تبدیل شده بود. بر اساس برخی شواهد، آمار بازدیدهای این کانال در برخی از روزهای دی ۱۳۹۶ بیش از دو میلیون بود. تلگرام در همان روزها به درخواست وزیر ارتباطات ایران و به خاطر انتشار محتوایی که «دعوت به درگیری مسلحانه» عنوان شد، کانال آمد نیوز را مسدود کرد اما خیلی زود کانال دیگری به نام «صدای مردم» جای آن را گرفت. چند ماه بعد و در اردیبهشت ۱۳۹۷، دولت ایران، پیام‌رسان تلگرام را به‌طور کلی فیلتر کرد.
محمدی در مهر ۱۳۹۸ در مکان نامعلوم توسط سازمان اطلاعات سپاه پاسداران بازداشت شد. وی در ۲۱ بهمن ۱۳۹۸ در اولین دادگاه پرونده آمد نیوز در دادگاه انقلاب اسلامی ایران حاضر شد و کیفر خواست آن به عنوان متهم ردیف اول با ۱۲ بند اتهامی به آن ابلاغ شد.
محمدی در ۱۳ خرداد ۱۳۹۹ در شعبه ۱۵ دادگاه انقلاب اسلامی ایران و در پنجمین جلسه دادگاه رسیدگی به پرونده آمد نیوز و روح‌الله زم روبروی دوربین سپاه پاسداران اعتراف به سازماندهی گروهی کرد که قصد داشته با موشک و راکت و پهپاد به مراکز نظامی و منازل سرداران سپاه حمله کند.
محمدی اولین نفری نبود که در صدا و سیمای جمهوری اسلامی علیه خودش «اعتراف» می‌کرد و صحبت‌های ان در شبکه‌های تلویزیونی صدا و سیمای ایران و هچنین وبگاه‌ها و روزنامه‌های جمهوری اسلامی جنجال آفرین شد.

## دستگیری
در ۲۲ مهر ۱۳۹۸ رسانه‌های داخل ایران خبر از دستگیری عوامل آمد نیوز توسط سازمان اطلاعات سپاه دادند. سپاه پاسداران در اطلاعیه‌ای که در این‌باره منتشر کرد بدون اشاره به زمان و مکان این بازداشت، گفت که زم را به داخل کشور هدایت و بازداشت کرده‌اند. پیش‌تر رئیس پلیس بین‌الملل نیروی انتظامی ایران اعلام کرده بود که ایران، از طریق اینترپل به دنبال استرداد تعدادی از متهمان پرونده‌های اقتصادی و مخالفان سیاسی است و در ادامه روند رسیدگی به پرونده آمد نیوز در تاریخ نامعلوم توانا محمدی توسط سازمان اطلاعات سپاه بازداشت و بند امنیتی فوق امنیتی یک الف  منتقل شد

## دادگاه
در ۲۱ بهمن ماه ۱۳۹۸ نخستین دادگاه وی برگزار شد. بنابر گزارش‌ها، این دادگاه از ساعت ۸ صبح در شعبهٔ ۱۵ دادگاه انقلاب تهران همزمان با دادگاه زم به ریاست قاضی ابوالقاسم صلواتی آغاز شدو متن کیفرخواست، شامل ۱۲ بند اتهامی، توسط نمایندهٔ دادستان قرائت و به وی ابلاغ شد. در مورد سایر جلسات دادگاه و اتهامات وی اطلاعاتی در دسترس نیست.

### جلسه پنجم دادگاه
در پنجمین جلسه پرونده آمد نیوز که در ۱۳ خرداد برگزار شد قاضی صلواتی توانا محمدی را برای اخذ اعتراف به صحن دادگاه فراخواند. محمدی خود را مدیر فنی آمد نیوز معرفی کرد.

### اتهامات
از پرونده و اتهامات انتسابی توانا محمدی اطلاعات دقیقی در دسترس عموم قرار نگرفته است.
لیست زیر بازتابی از خبر رسانی رسانه‌های دولتی از اتهامات وی می‌باشد. اجتماع تبانی علیه نظام - اقدام علیه امنیت ملی - نشر اکاذیب - توهین به مقدسات - توهین به بنیان‌گذاری جمهوری اسلام روح‌الله خمینی - توهین به رهبری فعلی جمهوری اسلامی سید علی خامنه ای - توهین به مقامات کشور - محاربه - مقابله با دولت اسلامی - تبلیغ علیه نظام

## خودکشی در زندان
به گزارش هرانا، محمدی، چهارشنبه ۲۵ تیرماه از طریق تلاش بریدن رگ گردن خود در زندان اوین اقدام به خودکشی کرد و به مرکز درمانی منتقل شد. محمدی پس از چند ساعت به بند بازگردانده شد.
گفته می‌شود اقدام به خودکشی توانا به دلیل شرایط نامناسب روحی ناشی از ایام بازداشت در بازداشتگاه اطلاعات سپاه موسوم به بند ۲ الف زندان اوین و شرایط وی در بند ۴ زندان اوین و در اثر شوک وارده پس از پخش تلویزیونی صحبت‌های وی در دادگاه صورت گرفته

## محکومیت قضایی و وضعیت فعلی
به گزارش اطلس زندان‌های ایران که وضعیت زندانیان سیاسی داخل ایران را دنبال می‌کند توانا محمدی در دی ماه ۱۳۹۹ با قید وثیقه از زندان آزاد شده و از میزان محکومیت و وضعیت فعلی وی اطلاعات بیشتری در دسترس نیست.